# VfL Bochum
VfL Bochum, właśc. Verein für Leibesübungen Bochum 1848 – Fußballgemeinschaft – niemiecki klub piłkarski z siedzibą w Bochum w Nadrenii Północnej-Westfalii.

## Sezony (w XXI wieku)
| Sezon     | Liga          | Poziom | Miejsce w lidze | Uwagi                    |
| --------- | ------------- | ------ | --------------- | ------------------------ |
| 1999/2000 | 2. Bundesliga | II     | 2               |                          |
| 2000/2001 | Bundesliga    | I      | 18              |                          |
| 2001/2002 | 2. Bundesliga | II     | 3               |                          |
| 2002/2003 | Bundesliga    | I      | 9               |                          |
| 2003/2004 | Bundesliga    | I      | 5               |                          |
| 2004/2005 | Bundesliga    | I      | 16              |                          |
| 2005/2006 | 2. Bundesliga | II     | 1               |                          |
| 2006/2007 | Bundesliga    | I      | 8               |                          |
| 2007/2008 | Bundesliga    | I      | 12              |                          |
| 2008/2009 | Bundesliga    | I      | 14              |                          |
| 2009/2010 | Bundesliga    | I      | 17              |                          |
| 2010/2011 | 2. Bundesliga | II     | 3               | przegrane baraże o awans |
| 2011/2012 | 2. Bundesliga | II     | 11              |                          |
| 2012/2013 | 2. Bundesliga | II     | 14              |                          |
| 2013/2014 | 2. Bundesliga | II     | 15              |                          |
| 2014/2015 | 2. Bundesliga | II     | 11              |                          |
| 2015/2016 | 2. Bundesliga | II     | 5               |                          |
| 2016/2017 | 2. Bundesliga | II     | 9               |                          |
| 2017/2018 | 2. Bundesliga | II     | 6               |                          |
| 2018/2019 | 2. Bundesliga | II     | 11              |                          |
| 2019/2020 | 2. Bundesliga | II     | 8               |                          |
| 2020/2021 | 2. Bundesliga | II     | 1               |                          |
| 2021/2022 | Bundesliga    | I      | 13              |                          |
| 2022/2023 | Bundesliga    | I      | 14              |                          |
| 2023/2024 | Bundesliga    | I      | 16              | utrzymanie po barażach   |
| 2024/2025 | Bundesliga    | I      | 18              |                          |

## Trenerzy
| - 1967–1972 Hermann Eppenhoff - 1972–1979 Heinz Höher - 1979–1981 Helmuth Johannsen - 1981–1986 Rolf Schafstall - 1986–1988 Hermann Gerland - 1988–1989 Franz-Josef Tenhagen - 1989–1991 Reinhard Saftig - 1991 Rolf Schafstall - 1991–1992 Holger Osieck - 1992–1995 Jürgen Gelsdorf - 1995–1999 Klaus Toppmöller |  | - 1999 Ernst Middendorp - 1999–2000 Bernard Dietz - 2000–2001 Ralf Zumdick - 2001 Rolf Schafstall - 2001 Bernard Dietz - 2001–2005 Peter Neururer - 2005–2009 Marcel Koller - 2009–2011 Friedhelm Funkel - 2011–2012 Andreas Bergmann - 2012–2013 Karsten Neitzel - 2013–2015 Peter Neururer - 2014–2017 Gertjan Verbeek |

## Obecny skład
Stan na 23 lipca 2022
| Nr | Poz. | Piłkarz                   |
| -- | ---- | ------------------------- |
| 1  | BR   | Manuel Riemann            |
| 2  | OB   | Cristian Gamboa           |
| 3  | OB   | Danilo Soares             |
| 4  | PO   | Erhan Mašović             |
| 5  | PO   | Jacek Góralski            |
| 6  | PO   | Patrick Osterhage         |
| 7  | PO   | Kevin Stöger              |
| 8  | PO   | Anthony Losilla (kapitan) |
| 9  | NA   | Simon Zoller              |
| 10 | PO   | Philipp Förster           |
| 11 | NA   | Takuma Asano              |
| 14 | OB   | Tim Oermann               |
| 16 | OB   | Kostas Stafilidis         |

| Nr | Poz. | Piłkarz                                      |
| -- | ---- | -------------------------------------------- |
| 17 | NA   | Gerrit Holtmann                              |
| 18 | OB   | Jordi Osei-Tutu                              |
| 20 | OB   | Iwan Ordeć (wypożyczony z Dinamoa Moskwa)    |
| 21 | BR   | Michael Esser                                |
| 22 | NA   | Christopher Antwi-Adjei                      |
| 23 | OB   | Saidy Janko (wypożyczony z Realu Valladolid) |
| 24 | OB   | Wasilios Lambropulos                         |
| 25 | OB   | Mohammed Tolba                               |
| 32 | NA   | Tarsis Bonga                                 |
| 33 | NA   | Philipp Hofmann                              |
| 34 | BR   | Paul Grave                                   |
| 35 | NA   | Silvère Ganvoula                             |

### Piłkarze na wypożyczeniu
| Nr | Poz. | Piłkarz                                            |
| -- | ---- | -------------------------------------------------- |
|    | NA   | Luis Hartwig (w SKN St. Pölten do 30 czerwca 2023) |

| Nr | Poz. | Piłkarz                                               |
| -- | ---- | ----------------------------------------------------- |
|    | OB   | Moritz Römling (w Rot-Weiss Essen do 30 czerwca 2023) |

## Europejskie puchary
Legenda do wszystkich tabel:
- Q – runda eliminacyjna, 1/16, 1/8, 1/4, 1/2 – odpowiednia faza rozgrywek, Grupa – runda grupowa, 1r gr – pierwsza runda grupowa, 2r gr – druga runda grupowa, F – finał, R – runda, PO – play-off
- k. – rzuty karne, los. – losowanie, Dogr. – dogrywka, w. – zasada bramek strzelonych na wyjeździe

| Sezon   | Rozgrywki   | Runda | Przeciwnik     | Dom | Wyjazd | Ogólnie |
| ------- | ----------- | ----- | -------------- | --- | ------ | ------- |
| 1997/98 | Puchar UEFA | 1R    | Trabzonspor    | 5–3 | 1–2    | 6–5     |
| 1997/98 | Puchar UEFA | 2R    | Club Brugge    | 4–1 | 0–1    | 4–2     |
| 1997/98 | Puchar UEFA | 3R    | AFC Ajax       | 2–2 | 2–4    | 4–6     |
| 2004/05 | Puchar UEFA | 1R    | Standard Liège | 1–1 | 0–0    | 1–1, w. |